# Tawęcino
Tawęcino (kaszb. Tawãcëno lub też Tawùcëno, niem. Tauenzin) – wieś w Polsce położona w województwie pomorskim, w powiecie lęborskim, w gminie Nowa Wieś Lęborska na trasie linii kolejowej Lębork-Choczewo-Wejherowo (obecnie zawieszonej). Wieś jest siedzibą sołectwa Tawęcino w którego skład wchodzi również miejscowość Bąsewice.
W latach 1975–1998 miejscowość administracyjnie należała do województwa słupskiego.
Miejscowość rodzinna pruskiego rodu von Tauentzien, z którego pochodził m.in. generał Friedrich Bogislav von Tauentzien (1710–1791), a także jego syn, także generał, Bogislav Friedrich Emanuel von Tauentzien (1760–1824).
W Tawęcinie znajduje się kościół filialny zaprojektowany przez dr. Mariana Majkowskiego i stary cmentarz luterański.
Tawęcino jest miejscowością, przez którą przechodził marsz śmierci z obozu koncentracyjnego Stutthof do Lęborka. Zorganizowano tam tymczasowy obóz ewakuacyjny dla więźniów.